# Anders Oljelund
Jan Anders Oljelund, född 12 december 1940 i Göteborg, är en svensk diplomat.

## Biografi
Oljelund är son till redaktör Stefan Oljelund och Néa Olsson. Han är bror till TV-mannen Hannes Oljelund och farbror till författaren Pernilla Oljelund. Vidare är han brorson till skriftställaren Ivan Oljelund samt kusin till dennes barn, läkaren Olof Oljelund och författaren Thea Oljelund.
Han blev fil. pol. mag. i Lund 1964 och genomgick aspirantutbildning vid Utrikesdepartementet (UD) 1965-1967 och tjänstgjorde vid UD 1967-1979. Oljelund tjänstgjorde därefter i Kinshasa, Rom, Stockholm och var föredragande och kanslichef i riksdagens utrikesutskott 1979-1989. Han var därefter ambassadör i Dar es Salaam 1989-1993. Oljelund var fram till 2003 ambassadör i Belgien och chef för den svenska Nato-delegationen i Bryssel. Han var därefter chef för Utrikesdepartementets enhet för global utveckling. I januari 2006 utsågs han till medlare i Darfurkonflikten i Sudan, och var medlem i staben hos EU:s särskilda representant i Sudan. Oljelund har därefter varit ambassadör för internationellt samarbete mot människohandel.
Han är sedan 1968 gift med kyrkoherden Karin Oljelund, (f. Sjöberg 1944), dotter till kamrer Folke Sjöberg och skolsekreteraren Inga Sjöberg (f. Carlsson).